# Jake Bates
Jake Bates (Tomball, 3 marzo 1999) è un giocatore di football americano statunitense che milita nel ruolo di kicker per i Detroit Lions della National Football League (NFL).

## Carriera

### Houston Texans
Dopo non essere stato scelto nel Draft NFL 2023, Bates firmò con gli Houston Texans il 31 luglio 2023. Fu svincolato il 12 agosto 2023.

### Michigan Panthers
Il 25 dicembre 2023 Bates firmò con i Michigan Panthers della UFL.
Il 30 marzo 2024 nel primo turno della stagione 2024, Bates segnò il field goal della vittoria da 64 yard contro i St. Louis Battlehawks, il più lungo della storia della lega e di quelle che la precedettero, cinque yard più lungo di quello segnato da Donny Hageman l’anno precedente. Fu il primo field goal calciato nella carriera professionistica di Gates, e, all’epoca, il secondo più lungo nella storia del football professionistico. Casualmente, quello che all’epoca era l’unico field goal più lungo, quello di Justin Tucker dei Baltimore Ravens da 66 yard contro i Detroit Lions nel 2021, avvenne in circostanze quasi identiche e sullo stesso campo di gioco, il Ford Field. Bates aveva tentato, e sbagliato, un solo field goal in precedenza nella sua vita (alle scuole superiori), e segnò il calcio due volte, con la prima trasformazione che fu annullata perché gli avversari “congelarono” il calcio, il cosiddetto “icing the kicker”. In quella stagione Bates segnò altre due volte da 60 o più yard: il 7 aprile contro i Birmingham Stallions da 62 yard e il 5 maggio contro gli Arlington Renegades da 60. Il pallone con cui Bates segnò da 64 yard è in mostra alla Pro Football Hall of Fame nell’ambito dell’esibizione "Pro Football Today". A fine stagione fu inserito nella formazione ideale della UFL. Il suo contratto con la squadra fu terminato il 17 giugno in modo da dargli modo di potere firmare con una squadra della NFL.

### Detroit Lions
Il 18 giugno 2024 Bates firmò un contratto biennale con i Detroit Lions. Fu uno dei due soli giocatori della sua vecchia lega a riuscire a entrare nel roster attivo per la stagione regolare della NFL nel 2024 (l’altro fu Jalen Redmond).
Nel settimo turno della stagione 2024, Bates segnò il field goal della vittoria per 31-29 sui precedentemente imbattuti Minnesota Vikings, venendo premiato come miglior giocatore degli special team della NFC della settimana. Ottenne lo stesso riconoscimento tre settimane dopo quando segnò il field goal della vittoria negli ultimi istanti della gara contro gli Houston Texans, dopo che i Lions si erano trovati in svantaggio per 23-7.

## Palmarès
- All-UFL: 1

2024